# Mikołaj Jasieński (1732–1827)
Mikołaj Jasieński herbu Dołęga (ur. 1732, zm. 9 maja 1827 w Bidzinach) – poseł Sejmu Czteroletniego.
Syn Antoniego i Joanny Szylkra-Trzebińskiej. Dziadek od strony matki był burgrabią krakowskim.
Mikołaj Jasieński był kapitanem wojska koronnego od 1785 roku oraz komisarzem cywilno-wojskowym Sandomierza. Pełnił też urząd skarbnika pilzneńskiego. Był posłem Sejmu Czteroletniego z województwa sandomierskiego w 1790 roku. Figurował na liście posłów i senatorów posła rosyjskiego Jakowa Bułhakowa w 1792 roku, która zawierała zestawienie osób, na które Rosjanie mogą liczyć przy rekonfederacji i obaleniu dzieła 3 maja.
Zmarł w wieku 95 lat. Poślubił Agnieszkę Kuczkowską i miał z nią siedmioro dzieci.